# Anomoloma rhizosum
Anomoloma rhizosum är en svampart som beskrevs av Niemelä & K.H. Larss. 2007. Anomoloma rhizosum ingår i släktet Anomoloma och familjen Fomitopsidaceae.   Inga underarter finns listade i Catalogue of Life.